# Too Many Husbands
Too Many Husbands é um filme norte-americano de 1940, do gênero comédia, dirigido por Wesley Ruggles e estrelado por Jean Arthur e Fred MacMurray.
O roteiro do filme é baseado em peça do ficcionista britânico W. Somerset Maugham, apresentada na Broadway entre outubro de 1919 e janeiro do ano seguinte.
Em 1955, a história foi refilmada com o título de Three for the Show, com Betty Grable, Marge Champion e Gower Champion, sob a direção de H. C. Potter.

## Sinopse
Depois que Bill Cardew é dado como morto, sua esposa Vicky casa-se com o editor Henry Lowndes. Um ano mais tarde, Bill volta para casa, após ser resgatado em uma ilha deserta, e exige Vicky de volta. Os dois homens passam a cortejar e bajular a moça, que, é claro, adora tudo aquilo. Entretanto, uma decisão judicial põe fim a toda essa insensatez.

## Premiações
| Patrocinador                                  | Prêmio | Categoria             | Situação |
| --------------------------------------------- | ------ | --------------------- | -------- |
| Academia de Artes e Ciências Cinematográficas | Oscar  | Melhor Mixagem de Som | Indicado |

## Elenco
| Ator/Atriz       | Personagem        |
| ---------------- | ----------------- |
| Jean Arthur      | Vicky Lowndes     |
| Fred MacMurray   | Bill Cardew       |
| Melvyn Douglas   | Henry Lowndes     |
| Harry Davenport  | George            |
| Dorothy Peterson | Gertrude Houlihan |
| Melville Cooper  | Peter             |
| Edgar Buchanan   | McDermott         |
| Tom Dugan        | Sullivan          |